# Костел Найсвятішої Трійці (Чернавчиці)
Костел Найсвятішої Трійці (Троіцкі касцёл са званіцай) (біл. Касцёл Найсвяцейшай Тройцы) — пам'ятка архітектури республіканського значення, зведений у 1583 році, розташований у центрі села Чернавчиці Берестейської області на шосе Брест — Каменець. Разом з ярусною дзвіницею утворює висотну домінанту в малоповерховій забудові, нагадує композицію оборонної замкової вежі Несвіжа, побудованої також наприкінці XVI століття.

## Історичні відомості

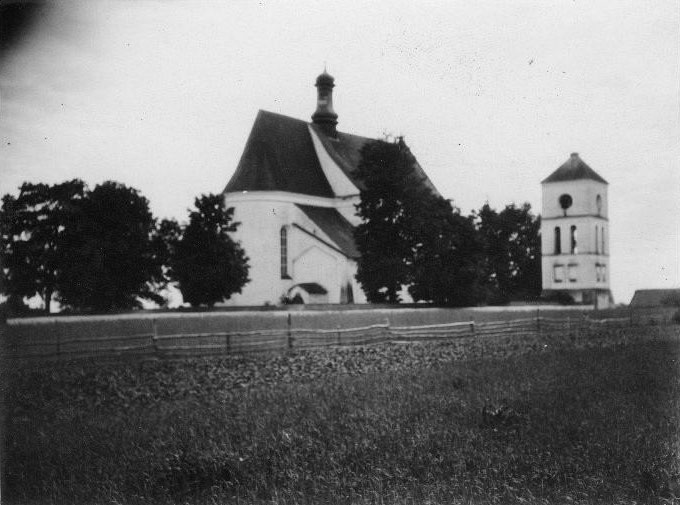
Костел Найсвятішої Трійці. 1920 рік

У XV столітті Чернавчицями володів рід Ілліничів, тоді й був побудований перший храм. Останній з роду, Юрій, не мав спадкоємців та заповідав усе своє майно кузинові Миколі-Криштофу Радзивілу, який і побудував новий храм-фортецю. Спорудження костелу ознаменувало повернення Миколи, відомого мецената, політичного діяча і заможного вельможі, з паломництва в Єрусалим.
Згідно «Каталогу Брестської єпархії» 1925 року існуюча будівля датується 1583 роком (за іншими джерелами в 1585–1595, р.), побудовано при М. К. Радзивіллі.
У 1661 році за наказом Смоленського єпископа Юрія Білозора проведена реставрація костелу, після закінчення ремонту його повторно освячено в ім'я Святої Трійці.
Після польського національно-визвольного повстання російська влада ухвалила рішення про закриття католицьких церков. У 1867 році храм переданий православній церкві та набув візантійських рис.
На початку XX століття костел повернений римо-католикам. Під час німецької окупації в ньому скоєні масові розстріли, про що нагадує обеліск, встановлений коло його стін. За часи радянської влади храм не діяв.
У 2010 році костел передали вірянам, які провели реконструкцію. Сьогодні — це діючий римо-католицький храм.

## Архітектура
Костел Найсвятішої Трійці — єдиний у своєму роді зразок національної архітектурної спадщини, що включає готичні форми, прийоми ренесансу і раннього бароко, традиції оборонної архітектури.
Спроектував костьол чернець-єзуїт, якого Радзивілли викликали з Італії (потім архітектор переїхав для роботи у Несвіж), інженери прибули зі Швейцарії. Довжина храму складає 30 метрів, ширина — 15 метрів.
За думкою Т. В. Габрусь, архітектура костьолу має готико-ренесансну основу. Храм однонефний, безкупольний з витягнутим пресбітерієм і подібністю трансепту, має виражені оборонні риси: масивні стіни, вузькі бійниці, високу дзвіницю, з якої можна оглядати околиці.
Прийоми готичної архітектури: апсида і бічні фасади, масивні стіни з контрфорсами і вузькими витягнутими вікнами, крутий та високий щипцевий дах.
До крил трансепту і сторін апсиди примикають нижчі прибудови з односхилими дахами, що створюють поступове наростання об'ємів і надають композиції художню виразність. До головного фасаду прибудований вхідний тамбур.
Характерні прикмети ренесансу: прямокутні та круглі ніші — фільонки, тонкі карнизи та вертикальна тяга головного фасаду, зведення інтер'єру, декороване скульптурними візерунчастими тягою-нервюрами. У Білорусі збереглися лише одиничні будівлі подібного типу.
Нове у структурі храму (порівняно з культовими будовами епохи реформації) — наявність елементів поперечної нефи, які на плані мають вигляд латинського хреста. 

Особливістю композиції храму є кругла вежа на південному бічному фасаді, що має риси архітектури оборонного типу, побудована з цеглини і обштукатурена зовні. Потрапити у неї можна з костьольного двору.
Масивні стіни зведені у техніці готичної кладки, їх товщина складає 1,3 метра. У щиті фронтону розташовані бійниці, головний фасад зроблений без башні. У вівтарній частині розташована циліндрична вежа із шатровим покриттям та гвинтовими сходами, що ведуть на горище. Вежа має нетрадиційне розміщення, але є характерним елементом оборонної архітектури. Відсутню вежу компенсує монументальна дзвіниця, яка включена в огорожу та органічно доповнює архітектуру костьолу.
Свідками епохи бароко виступають три дерев'яні скульптури: «Святий Домінік», розміщений у вівтарі, «Святий Антоній» і «Святий Мартин», розташовані у нішах головного фасаду. На поверхні скульптур збереглися сліди фарби золотисто-коричневих і червоних тонів.

## Галерея

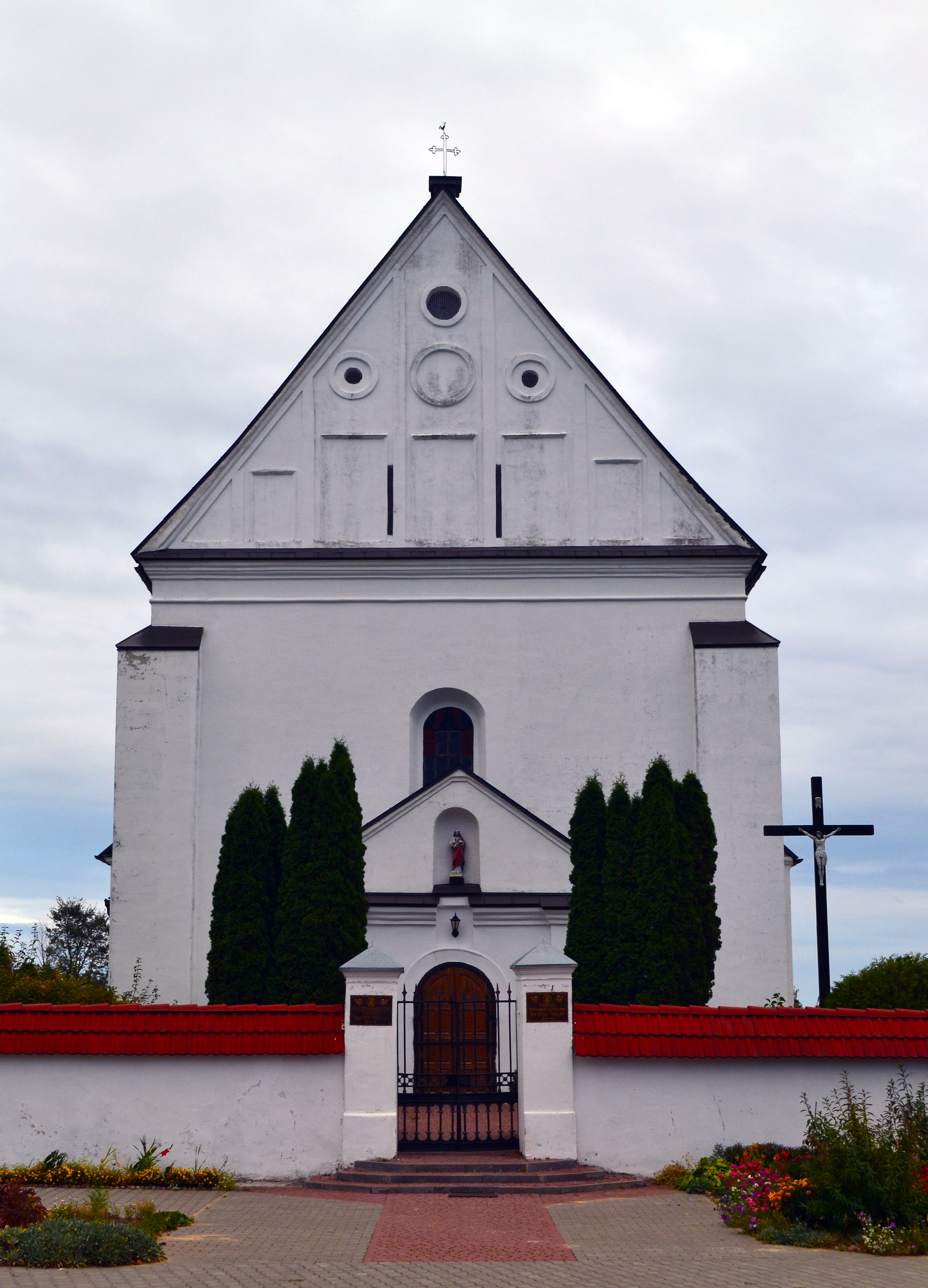
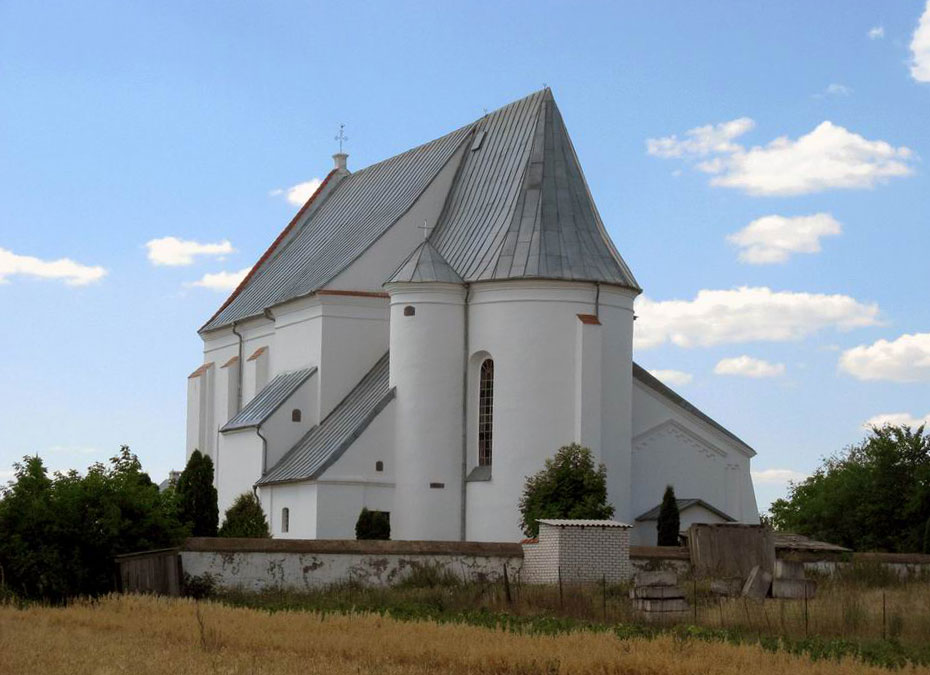
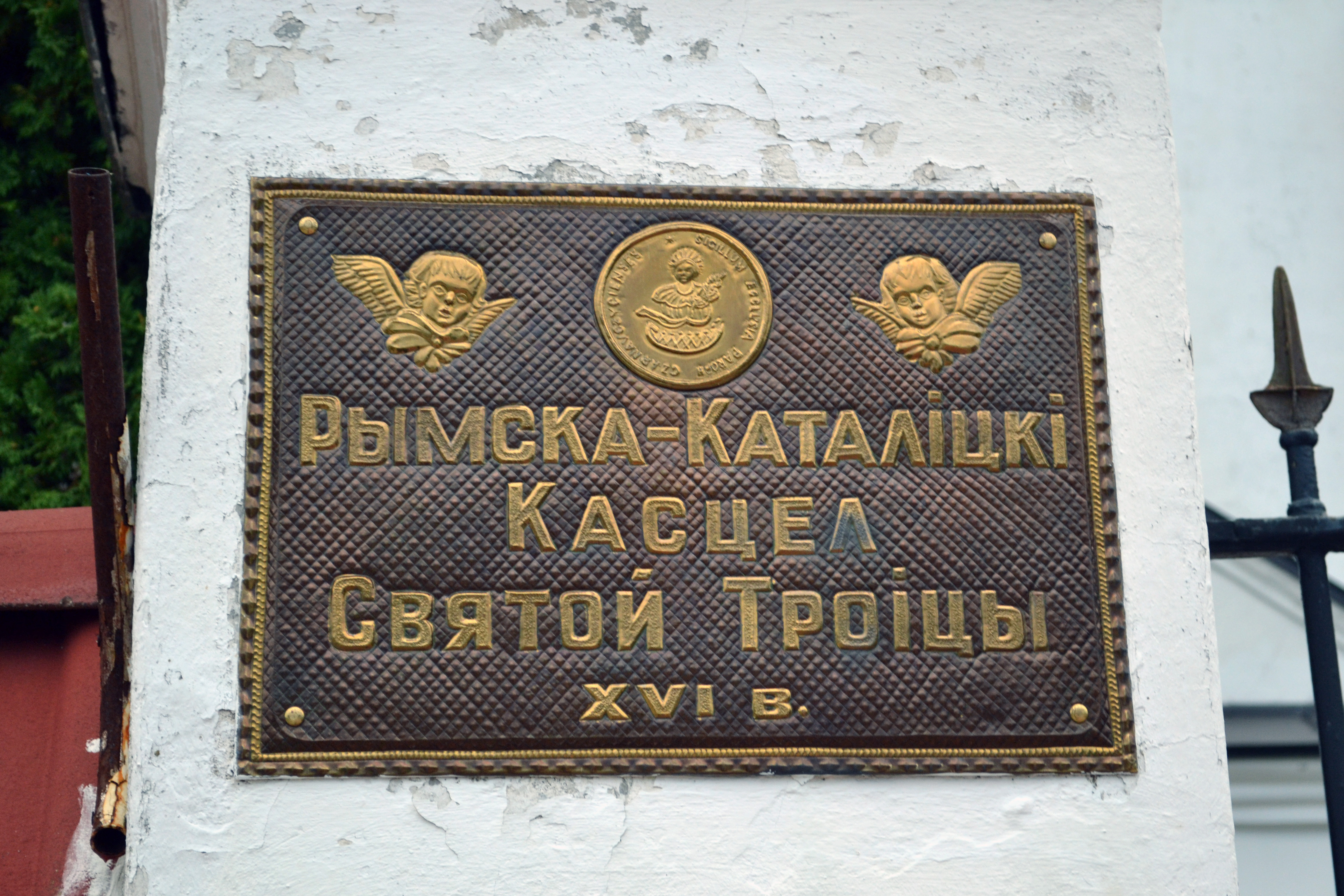
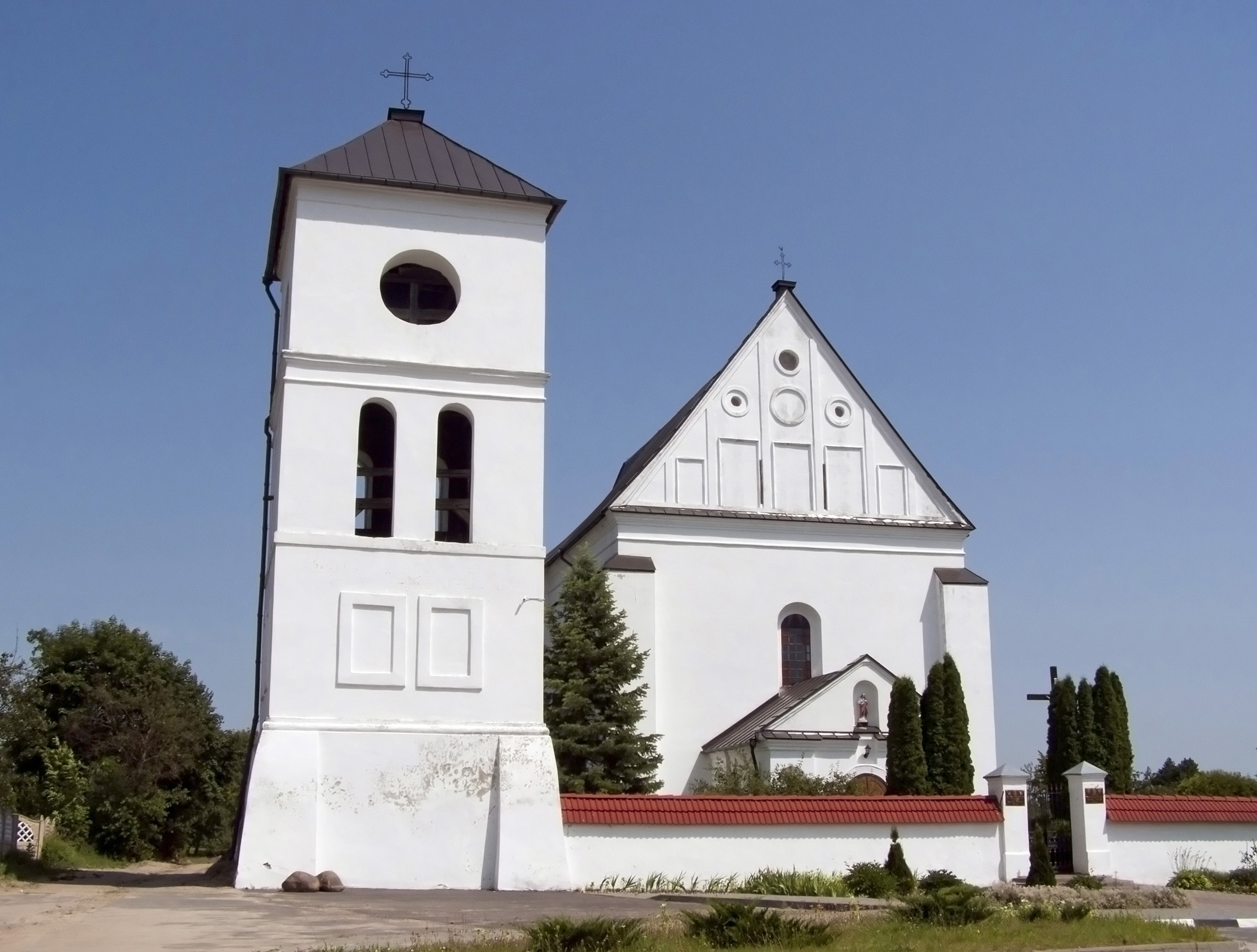
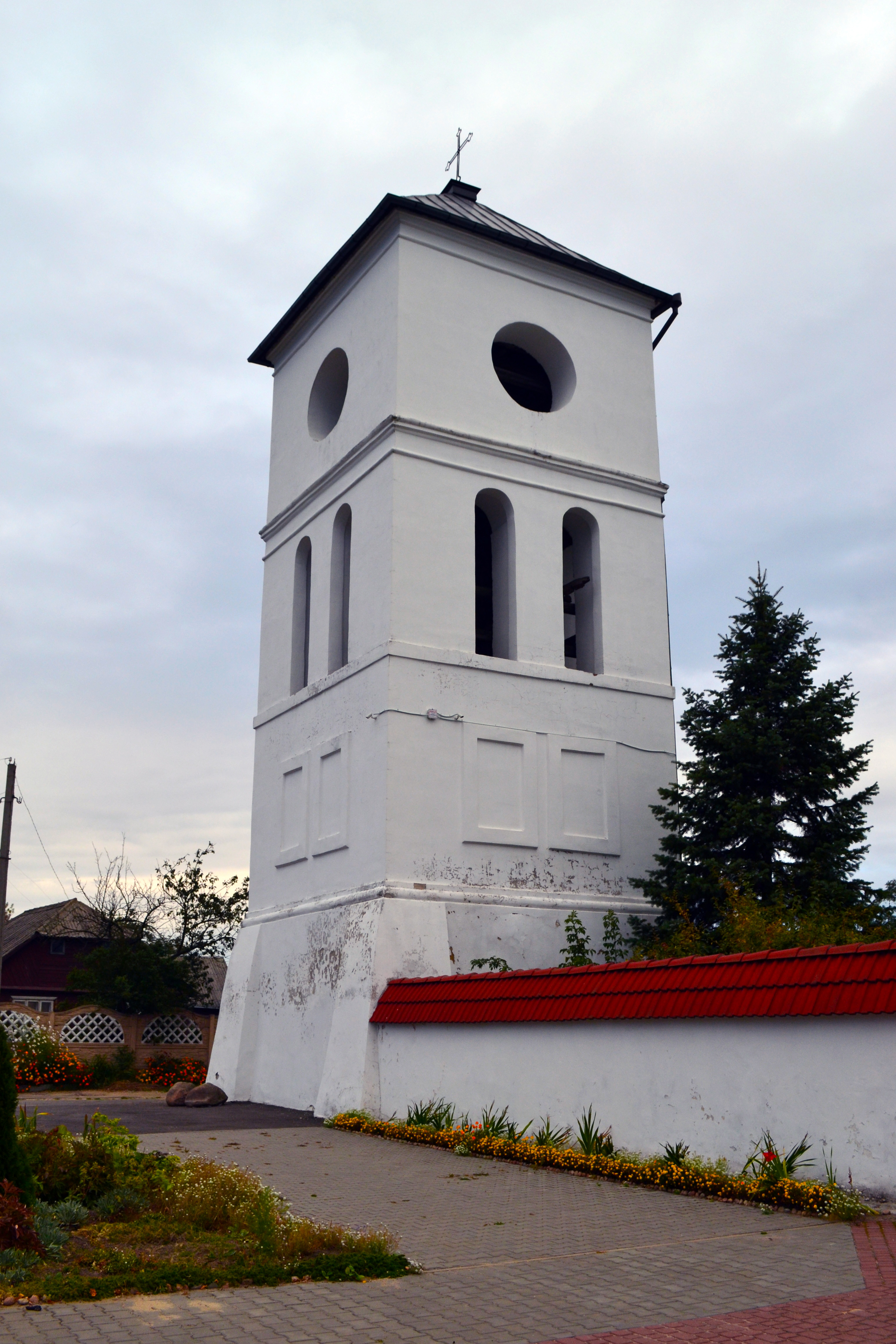